# Boston Society of Film Critics Awards 2011
La 32ª edizione dei Boston Society of Film Critics Awards si è svolta l'11 dicembre 2011.

## Premi

### Miglior film
- The Artist, regia di Michel Hazanavicius
  - 2º classificato: Hugo Cabret (Hugo), regia di Martin Scorsese e Margaret, regia di Kenneth Lonergan (ex aequo)

### Miglior attore
- Brad Pitt - L'arte di vincere (Moneyball)
  - 2º classificato: George Clooney - Paradiso amaro (The Descendants) e Michael Fassbender - Shame (ex aequo)

### Migliore attrice
- Michelle Williams - Marilyn (My Week with Marilyn)
  - 2º classificato: Meryl Streep - The Iron Lady

### Miglior attore non protagonista
- Albert Brooks - Drive
  - 2º classificato: Max von Sydow - Molto forte, incredibilmente vicino (Extremely Loud and Incredibly Close)

### Migliore attrice non protagonista
- Melissa McCarthy - Le amiche della sposa (Bridesmaids)
  - 2º classificato: Jeannie Berlin - Margaret

### Miglior regista
- Martin Scorsese - Hugo Cabret (Hugo)
  - 2º classificato: Michel Hazanavicius - The Artist

### Migliore sceneggiatura
- Steven Zaillian ed Aaron Sorkin - L'arte di vincere (Moneyball)
  - 2º classificato: Kenneth Lonergan - Margaret

### Miglior fotografia
- Emmanuel Lubezki -  The Tree of Life
  - 2º classificato: Robert Richardson - Hugo Cabret (Hugo)

### Miglior montaggio
- Christian Marclay - The Clock
  - 2º classificato: Thelma Schoonmaker - Hugo Cabret (Hugo)

### Migliori musiche
- The Artist
- Drive
  - 2º classificato: Paradiso amaro (The Descendants)

### Miglior documentario
- Project Nim, regia di James Marsh
  - 2º classificato: Bill Cunningham New York, regia di Richard Press

### Miglior film in lingua straniera
- La donna che canta (Incendies), regia di Denis Villeneuve  ·  Canada
  - 2º classificato: Una separazione (Jodāyi-e Nāder az Simin), regia di Asghar Farhadi  ·   Iran

### Miglior film d'animazione
- Rango, regia di Gore Verbinski

### Miglior regista esordiente
- Sean Durkin - La fuga di Martha (Martha Marcy May Marlene)
  - 2º classificato: J. C. Chandor – Margin Call

### Miglior cast
- Carnage
  - 2º classificato: Margaret